# Avenue Georges Eekhoud
L'avenue Georges Eekhoud (en néerlandais : Georges Eekhoudlaan) est une avenue bruxelloise de la commune de Schaerbeek qui va du square François Riga au carrefour de l'avenue Maurice Maeterlinck, de l'avenue Zénobe Gramme, de la rue Chaumontel et de la rue Van Droogenbroeck en passant par la rue Gustave Huberti et la rue Grégoire Leroy.
Cette avenue porte le nom d'un écrivain belge, Georges Eekhoud, né à Anvers en 1854 et décédé à Schaerbeek en 1927.

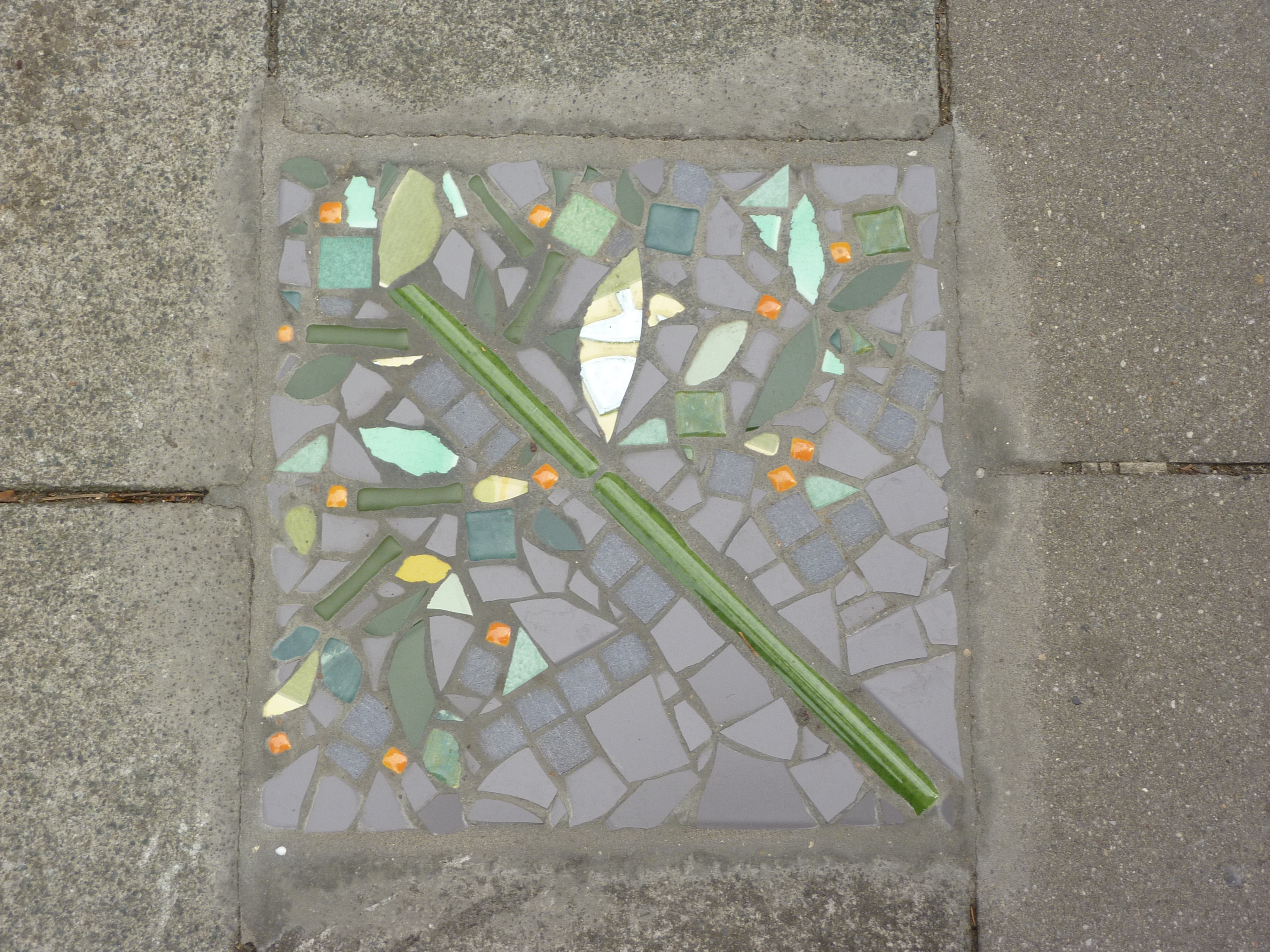
Mosaïque au no 27 de l'avenue Georges Eekhoud.